# Dicranum linzianum
Dicranum linzianum är en bladmossart som beskrevs av Gao Chien in Gao Chien och Zhang Guang-chu 1979. Dicranum linzianum ingår i släktet kvastmossor, och familjen Dicranaceae. Inga underarter finns listade i Catalogue of Life.